# Caccoplectus spinipes
Caccoplectus spinipes är en skalbaggsart som beskrevs av Schaeffer 1906. Caccoplectus spinipes ingår i släktet Caccoplectus och familjen kortvingar. Inga underarter finns listade i Catalogue of Life.